# 西根尾村
西根尾村（にしねおむら）はかつて岐阜県本巣郡に存在した村である。かつての根尾村の西部に該当する。

## 概況
- 根尾川の上流部であり、根尾川の西岸、及び根尾西谷川沿いの村である。
- 北は温見峠にて福井県へ通行可能。県境には能郷白山、越山がある。
- 岐阜県でも有数の豪雪地帯である。

## 歴史

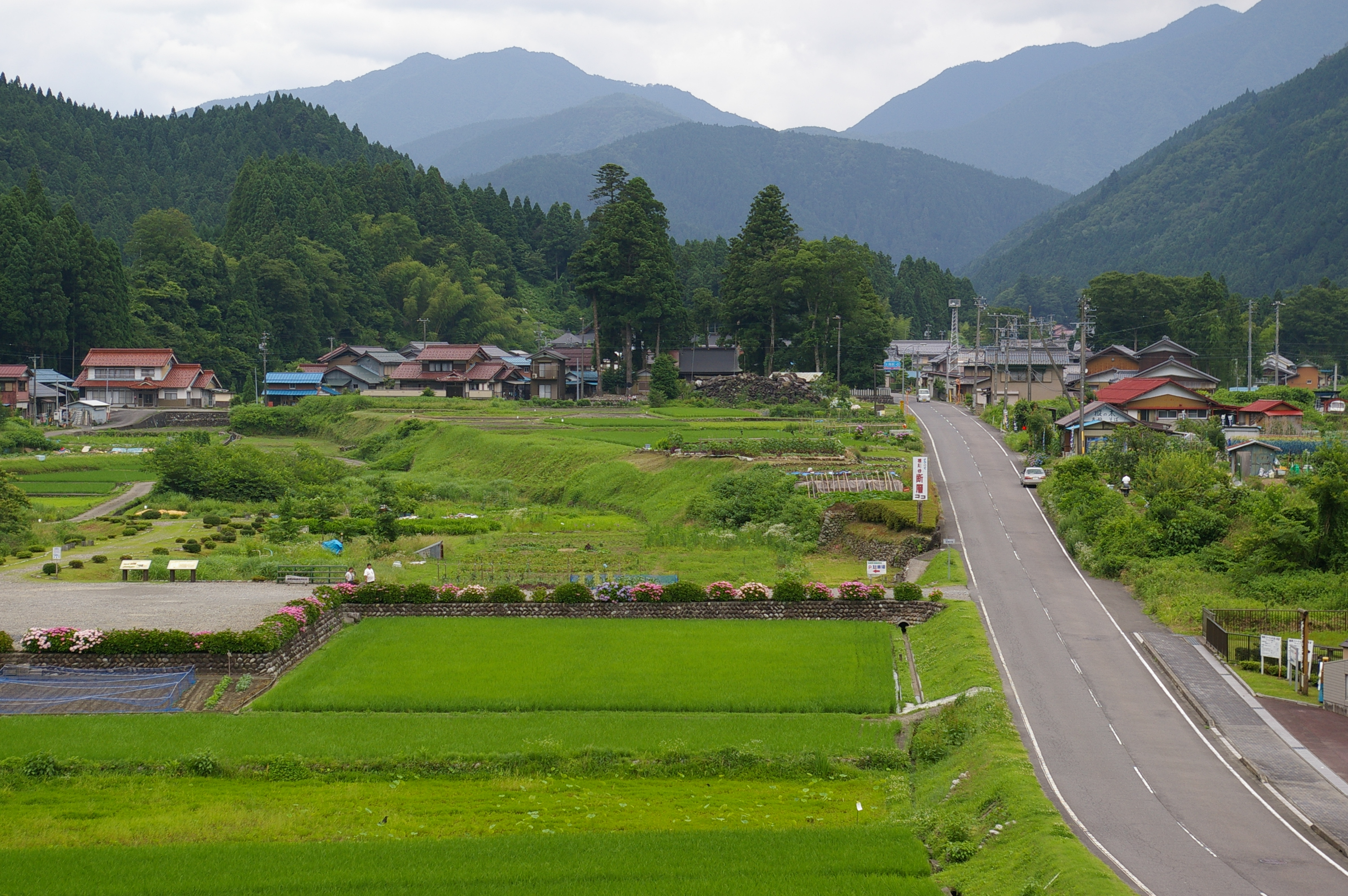
濃尾地震を引き起こした根尾谷断層
写真中央を斜めに走る段差が根尾谷断層

- 江戸時代、この地域は大野郡であり、大垣藩領、旗本（徳山氏）領であった。
- 1889年（明治22年）7月1日 - 宇津志村、高尾村、水鳥村、松田村、大井村、大河原村、能郷村が合併し発足。
- 1891年（明治24年）10月28日 - 濃尾地震が発生。震源地に近い大野郡西根尾村水鳥（現・本巣市根尾水鳥）では上下差6メートルにも及ぶ根尾谷断層が地表に出現する[1]。
- 1897年（明治30年）4月1日[2] - 大野郡が分割され、揖斐郡と本巣郡の一部となる。西根尾村は本巣郡となる。
- 1904年（明治37年）4月1日 - 東根尾村、中根尾村と合併し根尾村が発足。同日西根尾村廃止。

## 交通
- 合併前は鉄道がなかったが、合併後、樽見鉄道の樽見線の延長に伴い、旧村域には以下の駅が開業している。
  - 高尾駅・水鳥駅

## 教育
- 板屋尋常小学校（現在の本巣市立根尾小学校の前身）
- 板所尋常小学校（現在の本巣市立根尾小学校の前身）
- 水鳥尋常小学校（現在の本巣市立根尾小学校の前身）
- 城山尋常小学校（現在の本巣市立根尾小学校の前身）
- 高尾尋常小学校（後の根尾村立高尾小学校）
- 大河原簡易科小学校（後の根尾村立黒津小学校大河原分校）
- 能郷簡易科小学校（1905年廃校。1916年に長嶺尋常小学校能郷分教場（後の根尾村立長嶺小学校能郷分校）として再開）

## 神社・仏閣
- 能郷白山神社
- 西光寺（1474年創建）